# Stiracolpus ahiparanus
Stiracolpus ahiparanus is een slakkensoort uit de familie van de Turritellidae. De wetenschappelijke naam van de soort is voor het eerst geldig gepubliceerd in 1927 door Powell.